# The Days of Wine and Roses
The Days of Wine and Roses è il primo album della rock band californiana The Dream Syndicate, pubblicato nel 1982 per la casa discografica Ruby Records.

## Il Disco
Il titolo è il medesimo di uno dei primi film di Blake Edwards, I giorni del vino e delle rose (1963), nel quale viene affrontato il tema dell'alcolismo, titolo tratto da una poesia di Ernest Dowson.
Prima di The Days of Wine and Roses, la band aveva pubblicato sempre nel 1982, solo un EP, intitolato Dream Syndicate, per la Down There, etichetta di Steve Wynn, chitarrista e cantante dei Dream Syndicate.
I temi accennati nell'EP di esordio divengono più compiuti e danno luogo ad un suono aspro ed estatico, imparentato con la psichedelia anni sessanta, ma anche con i Velvet Underground e l'irruenza del punk. Il gruppo richiama prepotentemente l'attenzione degli appassionati e della stampa, diventando ben presto, l'emblema del cosiddetto Paisley underground. Le qualità compositive di Wynn e gli assoli spigolosi di Precoda, fanno sì che brani come That's What You Always Say, When you Smile, Tell Me When It's Over, The Days Of Wyne and Roses divengano cavalli di battaglia nelle esibizioni dal vivo.
Nel 2001 l'album è stato ristampato dalla Rhino con l'inserimento dell'EP Dream Syndicate e di altri quattro brani, due dei quali dal singolo dei 15 Minutes, band di Steve Wynn antecedente ai Syndicate.
La produzione è di Chris Desjardins, membro dei Flesh Eaters. Pat Burnette siede alla consolle del Quad Teck Studio di Los Angeles, California nel settembre 1982. David Arnoff scatta le foto che illustrano la copertina.

## Tracce
1. Tell Me When It's Over (Wynn) - 3:32
2. Definitely Clean (Wynn) - 3:29
3. That's What You Always Say (Wynn) - 3:12
4. Then She Remembers (Wynn) - 4:07
5. Halloween (Precoda) - 6:10
6. When You Smile (Wynn) - 4:16
7. Until Lately (Wynn) - 6:51
8. Too Little, Too Late (Wynn) - 3:26
9. The Days of Wine and Roses (Wynn) - 7:30

## Formazione
- Steve Wynn - chitarra e voce
- Karl Precoda - chitarra
- Kendra Smith - basso e voce
- Dennis Duck - batteria